# Хелена Мајер
Хелена Мајер (Офенбах на Мајни, 20. децембар 1910 — Хајделберг, 15. октобар 1953) бивша немачка мачевалка која се такмичила у дисциплини флорет. Била је вишеструка немачка и америчка првакиња, олимпијска, светска и европска победница. У немачкој била је чланица Мачевалачког клуба Херманија из Франкфурта на Мајни, а у САД Мачевалачког клуба Универзитета Јужне Калифорније.

## Животна и спортска биографија
Хелена Мајер је била кћерка Иде (рођене Бекер) и лекара Лудвига Мајера. Њен отац је био Јеврејин, а мајка Немица лутеранка. Имала је само 13 година (1923. год) када је освојила немачко женско првенство у мачевању. До 1930. освојила је шест првенстава. На Олимпијским играма 1928. у Амстердаму са 17 година освојила је златну медаљу за Немачку.
У Лос Анђелесу 1932. завршила је као пета. Вратила се у Америку 1933. и студирала на универзитету Јужне Калифорније. и такмичила се за универзитетски мачевалачки клуб. Исте године сазнала је да избачена из мачевалачког клуба у Офенбаху у акцији чишћења спортиских клубова од Јевреја.
Аматерска атлетска унија у Немачкој одлучила је да бојкотује Летње олимпијске игре 1936. у Берлину, ако се Јеврејима не омогући да учествују у квалификацијама и боре се за Немачку на Играма. Као гест добре воље Немачки олимпијски Комитет , позива Мајерову у Немачки државни тим. Изабрали су њу јер је била Јеврејка само по оцу, који је умро 1931. године. Упркос протестима јеврејскох организација у Америци и Немачкој, Мајерова је учествовала на Играма и освојила сребрну медаљу.
Носила је „свастику“ као обележје и подигла десну руку у нацистички поздрав на победничком постољу, што је многе ужаснуло, а други су разумели потребу да тако заштити породицу. Да ли због њених гестова, њена мајка и браћа су остали да живе у Немачкој.
До 1952. Мајерова је живела у САД када се вратила у Немачку. Током свог боравка у Америци 8 пута је освојила првенство САД у мачевању:1934, 1935, 1937, 1938, 1939, 1941, 1942, и 1946.
Преминула је 15. октобра 1953. у Хајделбергу.